# ガレージ現代美術館
ガレージ現代美術館（ガレージげんだいびじゅつかん、露: Музей современного искусства «Гараж», 英: Garage Museum of Contemporary Art）は、ロシア・モスクワにある美術館である。現代美術館「ガレージ」とも表記され、単にガレージとも呼ばれる。

## 概要
所在地は、ヤキマンカ地区のクリームスキー・ヴァール通り9番32棟である。専門分野は現代美術であり、1950年代以降のロシア美術のコレクションが所蔵されている。現代美術および文化を振興させることを目的としている。建物の中には、5つの展示スペースの他に、書店、講堂、カフェ、キッズルームなどが設けられている。建物の総面積は5,400平方メートルである。
モスクワ地下鉄の環状線のオクチャーブリスカヤ駅から徒歩でおよそ4分ほどであり、同地下鉄のソコーリニチェスカヤ線のパールク・クリトゥールイ駅もしくは環状線のパールク・クリトゥールイ駅からは、徒歩でおよそ5分ほどである。

## 由来
2008年9月16日に、ガレージセンター・フォー・コンテンポラリー・カルチャー（露: Центр современной культуры «Гараж», 英: Garage Center for Contemporary Culture）の名称で開館された。創設者は、実業家ロマン・アブラモヴィッチおよびその妻、ダーシャ・ジューコワである。

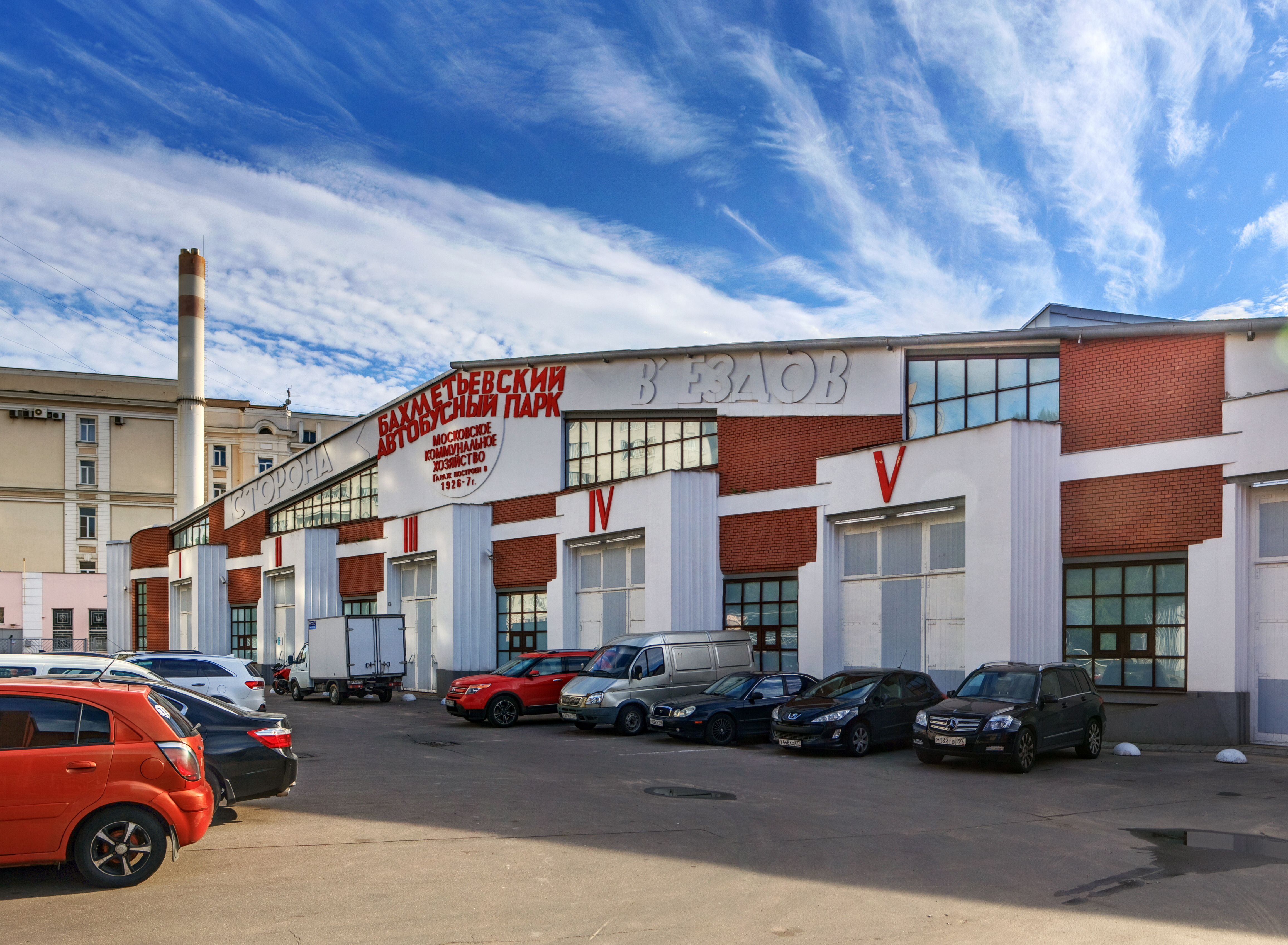
バフメーチェフスキー・バスガレージの建物（2017年）

バフメーチェフスカヤ通り（現在のオブラスツォヴァ通り）に建築家コンスタンチン・メーリニコフとウラジーミル・シューホフによって1927年に建設されたバスのガレージ、バフメーチェフスキー・バスガレージの建物の内部を改築して設けられた。「ガレージ」の名称は、このバスガレージに由来する。
ユダヤ博物館・寛容センターに明け渡すことが決まっていたために、当施設は2011年末に一時的な休館を余儀なくされる。建築家の坂茂によって、臨時の建物がゴーリキイ公園内に建設され、そこに2012年に移転された。2014年5月1日に、ガレージ現代美術館に名称が変更される。
1968年に建造され、レストラン「四季」（ブレメニャ・ゴーダ、Времена года）として使われていた、ゴーリキイ公園内のプレハブコンクリート造の建物について、建築家レム・コールハースの主宰による建築設計事務所であるOMAが全面的に改修を行い、2015年6月12日に美術館が移転・開館された。2017年、ユニクロと長期的な提携契約を結ぶ。2020年12月、ロシアにおける日本文化の普及に関する功績が評価され、日本の外務省より令和2年度外務大臣表彰を受賞している。